# Kurt Kramer (Mediziner)
Kurt Ludwig Heinrich Kramer (* 16. Juni 1906 in Münster; † 23. März 1985 in München) war ein deutscher Physiologe und Hochschullehrer.

## Leben

### Medizinstudium und Berufseinstieg
Kramer absolvierte nach dem Abitur am humanistischen Gymnasium in Osnabrück von 1925 bis 1930 ein Studium der Medizin an den Universitäten Freiburg, Zürich und Berlin. In Freiburg wurde er 1930 zum Dr. med. promoviert. Danach war er als Assistenzarzt zunächst an der Kinderklinik in Dresden und der Physiologischen Abteilung am Jenaer Universitätsklinikum tätig. Seine Assistenzarztzeit setzte er 1933 am Physiologischen Institut der Universität Göttingen bei Hermann Rein fort, wechselte 1934 an das von Klotilde Gollwitzer-Meier geleitete Balneologische Institut in des Universitätskrankenhauses Hamburg-Eppendorf nach Bad Oeynhausen und von dort 1935 an die Universität Cambridge zum Physiologen Joseph Barcroft. Ab 1936 war er an dem von Johann Daniel Achelis geleiteten Physiologischen Institut der Universität Heidelberg tätig, wo er sich 1937 für Physiologie habilitierte und dort anschließend als Privatdozent wirkte.
Zum 1. Juli 1934 trat er der SS bei (SS-Nummer 253.014). Seit 1937 war er mit Ursula, geborene Schultz, verheiratet.

### Zweiter Weltkrieg
Kramer wirkte ab 1940 als planmäßiger außerordentlicher Professor für Physiologie an der Friedrich-Wilhelms-Universität Berlin, wo er unter dem Direktor des Physiologischen Instituts Wilhelm Trendelenburg Abteilungsleiter war. Nach Beginn des Zweiten Weltkrieges war er zusätzlich an dem von Hubertus Strughold geleiteten Luftfahrtmedizinischen Forschungsinstitut des Reichsluftfahrtministeriums unter und am Institut für Allgemeine und Wehrphysiologie der Militärärztlichen Akademie beschäftigt.
Er führte spätestens ab 1944 am Gebirgsphysiologischen Institut der Heeresgebirgssanitätsschule St. Johann in Tirol mit seinem Kollegen Hans Reichel Kältetod- und Wiedererwärmungsversuche an Hunden durch, die im Juni 1944 in der Klinischen Wochenschrift publiziert wurden. Seit 1944 gehörte er dem Wissenschaftlichen Beirat des Generalkommissars für das Sanitäts- und Gesundheitswesen Karl Brandt an.
Kramer folgte 1944 zudem einem Ruf an die Universität Leipzig, wo er als ordentlicher Professor für Physiologie bis 1945 wirkte und als Direktor dem Physiologischen Institut vorstand. Kriegsbedingt kam es zu erheblichen Einschränkungen des Vorlesungsbetriebes. Bei Kriegsende hielt er sich im Rahmen seiner luftfahrtmedizinischen Forschungen in Süddeutschland auf und kehrte nicht auf seinen Lehrstuhl nach Leipzig zurück.

### Nach 1945
Nach Kriegsende befand er sich für eineinhalb Jahre in amerikanischer Kriegsgefangenschaft. Im Zuge des Nürnberger Ärzteprozesses gab er zur Entlastung des Angeklagten Hermann Becker-Freyseng eine eidesstattliche Erklärung ab. Danach war er am Forschungszentrum Randolph Field in Texas tätig. Kramer folgte 1950 einem Ruf auf den Lehrstuhl für Physiologie an die Universität Marburg, wechselte 1955 als Nachfolger Reins an die Universität Göttingen und 1965 an die Universität München, wo er 1975 emeritiert wurde. Kramer, der Mozart-Studien betrieb, hielt seine letzte Vorlesung zum Thema „Strittige Fragen in der Mozart-Biographie“.
Kramer beforschte das gesamte Spektrum der Physiologie: Im Schwerpunkt forschte er „über die Zuordnung von Sauerstoffverbrauch und Laktatbildung bei der Muskelfunktion, über die Mechanik des Herzens in situ, über die Funktion der Herznerven, über oxydometrische Meßprinzipien für Herzminutenvolumen-Bestimmungen und über Sauerstoffverbrauch und Tubulusfunktion der Niere. Er führte erste quantitative Bestimmungen der Nierenmarksdurchblutung durch, beschäftigte sich mit der Autoregulation des Nierenkreislaufs und mit der Regulation des Körpernatriums sowie mit unblutiger Oxymetrie.“

## Mitgliedschaften
- Ordentliches Mitglied der Sächsischen Akademie der Wissenschaften zu Leipzig (ab 1944, seit 1945 korrespondierendes Mitglied)[7]
- Ordentliches Mitglied der Akademie der Wissenschaften zu Göttingen[6] 1957–1985
- Mitglied der Deutschen Akademie der Naturforscher Leopoldina (seit 1964, Sektion Physiologie)[8]

## Auszeichnungen
- Franz-Volhard-Medaille der Deutsche Gesellschaft für Nephrologie (1978)

## Schriften (Auswahl)
- Die Oberflächenpotentiale der Warmblütermagenschleimhaut unter verschiedenen Ableitungsbedingungen (Medizinische Dissertation an der Universität Freiburg im Breisgau 1930)
- Über die oxydationssteigernde Wirkung des Adrenalins (Habilitationsschrift an der Universität Heidelberg 1937)
- Oxymetrie. Theorie und klinische Anwendung, Thieme, Stuttgart 1959. (Hrsg.)
- Anwendung densitometrischer, thermischer und radiologischer Methoden in der Klinik. 2. Oxymetrie-Symposion am 10. – 12. Mai 1968, Stuttgart 1969. (Hrsg.)
- Niere und Wasserhaushalt, Urban und Schwarzenberg, München, Berlin, Wien 1976 (zusammen mit Peter Deetjen und John W. Boylan)
- Vegetative Physiologie, 2 Bde., Urban und Schwarzenberg, München u. a. 1980. (Hrsg.)
- Ernährung, Verdauung, Intermediärstoffwechsel, Urban und Schwarzenberg, München u. a. 1972 (zusammen mit Götz F. Domagk und Josef Eisenburg)